# Deshorn Brown
Deshorn Brown (Parrocchia di Manchester, 22 dicembre 1990) è un calciatore giamaicano, attaccante svincolato.

## Biografia

### Club

#### Gli inizi
Brown ha giocato nei Mobile Rams dal 2010 al 2011, per poi passare agli UCF Knights, squadra calcistica della University of Central Florida. Contemporaneamente, ha militato nelle file di Des Moines Menace e Reading United, nella Premier Development League.

#### Colorado Rapids
Brown è stato selezionato come 1ª scelta dei Colorado Rapids nel SuperDraft 2013. Ha esordito nella Major League Soccer in data 2 marzo 2013, schierato titolare nella sconfitta per 1-0 contro Dallas. Il 16 marzo ha realizzato la prima rete in squadra, nel pareggio per 1-1 contro il Real Salt Lake. Il 5 ottobre 2013 ha segnato il secondo gol più veloce della storia della Major League Soccer, andando in gol dopo 15 secondi nella vittoria per 5-1 sui Seattle Sounders. Nella prima stagione nella MLS, ha segnato 10 reti in 32 partite, classificandosi secondo nel premio di Rookie of the Year alle spalle del compagno di squadra Dillon Powers.

#### Vålerenga
Il 17 marzo 2015, i norvegesi del Vålerenga hanno annunciato d'aver ingaggiato Brown, che si è legato al nuovo club con un contratto valido fino al 1º settembre 2018. Ha esordito in squadra il 6 aprile, schierato titolare nella vittoria interna per 3-1 sullo Strømsgodset. Il 17 aprile sono arrivate le prime reti con questa maglia, con una doppietta che ha sancito il successo del Vålerenga sull'Haugesund per 2-0. Al termine della stagione, Brown ha totalizzato 23 presenze e 7 reti in campionato, che la sua squadra ha chiuso al 7º posto finale. Il giamaicano è rimasto in forza al Vålerenga fino a luglio 2016, congedandosi dal Vålerenga con 40 presenze e 17 reti tra tutte le competizioni.

#### Shenzhen
Il 9 luglio 2016, il Vålerenga ha confermato sul proprio sito internet la cessione di Brown ai cinesi dello Shenzhen, compagine militante in China League One – seconda divisione del campionato locale – a cui si è legato con un contratto biennale. Ha esordito in squadra il 10 luglio, schierato titolare nella vittoria per 0-1 sul campo del Qingdao Zhongneng.

#### Tampa Bay Rowdies
Il 7 marzo 2017, Brown è stato ingaggiato dai Tampa Bay Rowdies, franchigia della USL. Ha esordito il 1º aprile, segnando anche una rete nel successo per 4-0 sul Toronto II. Rimasto in squadra fino al successivo mese di giugno, ha totalizzato 15 presenze e 3 reti con questa maglia, tra campionato e coppa.

#### D.C. United
Il 20 giugno 2017 è passato ufficialmente al D.C. United, tornando così nella Major League Soccer.

#### Lorca
Il 31 gennaio 2018, gli spagnoli del Lorca hanno reso noto l'ingaggio di Brown.

### Nazionale
Il 7 ottobre 2013, Brown è stato convocato per la prima volta in carriera nella Giamaica. Ha esordito l'11 ottobre 2013, schierato titolare nella sconfitta per 2-0 contro gli Stati Uniti. Il 2 marzo 2014 ha realizzato la prima rete, nel successo per 0-2 contro le Barbados.

## Statistiche

### Presenze e reti nei club
Statistiche aggiornate al 21 ottobre 2022.
| Stagione                    | Club                        | Campionato                  | Campionato | Campionato | Coppe nazionali | Coppe nazionali | Coppe nazionali | Coppe continentali | Coppe continentali | Coppe continentali | Supercoppe | Supercoppe | Supercoppe | Totale | Totale |
| Stagione                    | Club                        | Comp                        | Pres       | Reti       | Comp            | Pres            | Reti            | Comp               | Pres               | Reti               | Comp       | Pres       | Reti       | Pres   | Reti   |
| --------------------------- | --------------------------- | --------------------------- | ---------- | ---------- | --------------- | --------------- | --------------- | ------------------ | ------------------ | ------------------ | ---------- | ---------- | ---------- | ------ | ------ |
| 2011                        | Des Moines Menace           | PDL                         | 10         | 9          | -               | -               | -               | -                  | -                  | -                  | -          | -          | -          | 10     | 9      |
| 2012                        | Reading United              | PDL                         | 13         | 13         | -               | -               | -               | -                  | -                  | -                  | -          | -          | -          | 13     | 13     |
| 2013                        | Colorado Rapids             | MLS                         | 32         | 10         | USOC            | 1               | 0               | -                  | -                  | -                  | -          | -          | -          | 33     | 10     |
| 2014                        | Colorado Rapids             | MLS                         | 30         | 10         | USOC            | 2               | 3               | -                  | -                  | -                  | -          | -          | -          | 32     | 13     |
| gen.-mar. 2015              | Colorado Rapids             | MLS                         | 1          | 0          | USOC            | 0               | 0               | -                  | -                  | -                  | -          | -          | -          | 1      | 0      |
| Totale Colorado Rapids      | Totale Colorado Rapids      | Totale Colorado Rapids      | 63         | 20         |                 | 2               | 3               |                    | -                  | -                  |            | -          | -          | 65     | 23     |
| 2015                        | Vålerenga                   | ES                          | 23         | 7          | CN              | 0               | 0               | -                  | -                  | -                  | -          | -          | -          | 23     | 7      |
| gen.-lug. 2016              | Vålerenga                   | ES                          | 14         | 6          | CN              | 3               | 4               | -                  | -                  | -                  | -          | -          | -          | 17     | 10     |
| Totale Vålerenga            | Totale Vålerenga            | Totale Vålerenga            | 37         | 13         |                 | 3               | 4               |                    | -                  | -                  |            | -          | -          | 40     | 17     |
| lug.-dic. 2016              | Shenzhen                    | L1                          | 14         | 7          | CC              | -               | -               | -                  | -                  | -                  | -          | -          | -          | 14     | 7      |
| mar.-giu. 2017              | Tampa Bay Rowdies           | USL                         | 14         | 3          | USOC            | 1               | 0               | -                  | -                  | -                  | -          | -          | -          | 15     | 3      |
| giu.-dic. 2017              | D.C. United                 | MLS                         | 16         | 2          | USOC            | 0               | 0               | -                  | -                  | -                  | -          | -          | -          | 16     | 2      |
| gen.-giu. 2018              | Lorca                       | SD                          | 12         | 1          | CR              | -               | -               | -                  | -                  | -                  | -          | -          | -          | 12     | 1      |
| 2018                        | Oklahoma City Energy        | USL                         | 4          | 1          | -               | -               | -               | -                  | -                  | -                  | -          | -          | -          | 4      | 1      |
| 2019                        | Oklahoma City Energy        | USL                         | 30         | 15         | -               | -               | -               | -                  | -                  | -                  | -          | -          | -          | 30     | 15     |
| Totale Oklahoma City Energy | Totale Oklahoma City Energy | Totale Oklahoma City Energy | 34         | 16         |                 | 7               | 7               |                    | 0                  | 0                  |            | -          | -          | 34     | 16     |
| gen.-giu.2020               | Bengaluru                   | ISL                         | 5+2        | 2+1        | SC              | 0               | 0               | AFC Cup            | 3                  | 4                  |            | -          | -          | 10     | 7      |
| 2020-gen.2021               | Bengaluru                   | ISL                         | 10         | 0          | SC              | -               | -               | -                  | -                  | -                  | -          | -          | -          | 10     | 0      |
| Totale Bengaluru            | Totale Bengaluru            | Totale Bengaluru            | 17         | 3          |                 | -               | -               |                    | 3                  | 4                  |            | -          | -          | 20     | 7      |
| gen.-giu. 2021              | NorthEast United            | ISL                         | 9+1        | 5          | -               | -               | -               | -                  | -                  | -                  | -          | -          | -          | 10     | 5      |
| 2021-2022                   | NorthEast United            | ISL                         | 12         | 7          | -               | -               | -               | -                  | -                  | -                  | -          | -          | -          | 12     | 7      |
| Totale Carriera             | Totale Carriera             | Totale Carriera             | 22         | 12         |                 | 0               | 0               |                    | -                  | -                  |            | -          | -          | 22     | 12     |
| 2022                        | Sacramento Republic         | USL                         | 12         | 1          | USOC            | 0               | 0               | -                  | -                  | -                  | -          | -          | -          | 12     | 1      |
| Totale Carriera             | Totale Carriera             | Totale Carriera             | 164        | 100        |                 | 7               | 7               |                    | 3                  | 4                  |            | -          | -          | 174    | 111    |

### Cronologia presenze e reti in nazionale
| Cronologia completa delle presenze e delle reti in nazionale ― Giamaica | Cronologia completa delle presenze e delle reti in nazionale ― Giamaica | Cronologia completa delle presenze e delle reti in nazionale ― Giamaica | Cronologia completa delle presenze e delle reti in nazionale ― Giamaica | Cronologia completa delle presenze e delle reti in nazionale ― Giamaica | Cronologia completa delle presenze e delle reti in nazionale ― Giamaica | Cronologia completa delle presenze e delle reti in nazionale ― Giamaica | Cronologia completa delle presenze e delle reti in nazionale ― Giamaica |
| Data                                                                    | Città                                                                   | In casa                                                                 | Risultato                                                               | Ospiti                                                                  | Competizione                                                            | Reti                                                                    | Note                                                                    |
| ----------------------------------------------------------------------- | ----------------------------------------------------------------------- | ----------------------------------------------------------------------- | ----------------------------------------------------------------------- | ----------------------------------------------------------------------- | ----------------------------------------------------------------------- | ----------------------------------------------------------------------- | ----------------------------------------------------------------------- |
| 11/10/2013                                                              | Kansas City                                                             | Stati Uniti                                                             | 2 – 0                                                                   | Giamaica                                                                | Qual. Mondiali 2014                                                     | -                                                                       |                                                                         |
| 15/10/2013                                                              | Kingston                                                                | Giamaica                                                                | 2 – 2                                                                   | Honduras                                                                | Qual. Mondiali 2014                                                     | -                                                                       |                                                                         |
| 15/11/2013                                                              | Montego Bay                                                             | Giamaica                                                                | 0 – 1                                                                   | Trinidad e Tobago                                                       | Amichevole                                                              | -                                                                       |                                                                         |
| 19/11/2013                                                              | Port of Spain                                                           | Trinidad e Tobago                                                       | 2 – 0                                                                   | Giamaica                                                                | Amichevole                                                              | -                                                                       |                                                                         |
| 02/03/2014                                                              | Saint Michael                                                           | Barbados                                                                | 0 – 2                                                                   | Giamaica                                                                | Amichevole                                                              | 1                                                                       |                                                                         |
| 05/03/2014                                                              | Gros Islet                                                              | Saint Lucia                                                             | 0 – 5                                                                   | Giamaica                                                                | Amichevole                                                              | 1                                                                       |                                                                         |
| 26/05/2014                                                              | Harrison                                                                | Serbia                                                                  | 2 – 1                                                                   | Giamaica                                                                | Amichevole                                                              | -                                                                       |                                                                         |
| 09/09/2014                                                              | Toronto                                                                 | Canada                                                                  | 3 – 1                                                                   | Giamaica                                                                | Amichevole                                                              | -                                                                       |                                                                         |
| 13/06/2015                                                              | Antofagasta                                                             | Uruguay                                                                 | 1 – 0                                                                   | Giamaica                                                                | Coppa America 2015 - 1º Turno                                           | -                                                                       |                                                                         |
| 16/06/2015                                                              | Antofagasta                                                             | Paraguay                                                                | 1 – 0                                                                   | Giamaica                                                                | Coppa America 2015 - 1º Turno                                           | -                                                                       |                                                                         |
| 20/06/2015                                                              | Viña del Mar                                                            | Argentina                                                               | 1 – 0                                                                   | Giamaica                                                                | Coppa America 2015 - 1º Turno                                           | -                                                                       |                                                                         |
| 04/09/2015                                                              | Kingston                                                                | Giamaica                                                                | 2 – 3                                                                   | Nicaragua                                                               | Qual. Mondiali 2018                                                     | -                                                                       |                                                                         |
| 08/09/2015                                                              | Managua                                                                 | Nicaragua                                                               | 0 – 2                                                                   | Giamaica                                                                | Qual. Mondiali 2018                                                     | -                                                                       |                                                                         |
| 13/10/2015                                                              | Seul                                                                    | Corea del Sud                                                           | 3 – 0                                                                   | Giamaica                                                                | Amichevole                                                              | -                                                                       |                                                                         |
| Totale                                                                  |                                                                         | Presenze                                                                | 14                                                                      |                                                                         | Reti                                                                    | 2                                                                       |                                                                         |